# Aubigné-sur-Layon
Aubigné-sur-Layon is een gemeente in het Franse departement Maine-et-Loire in de regio Pays de la Loire. De plaats maakt deel uit van het arrondissement Saumur en telde 368 inwoners in 2018.

## Geografie
De gemeente maakte deel uit van het kanton Vihiers tot het op 15 maart 2015 werd opgenomen in het op die dag gevormde kanton Chemillé-Melay, dat op 5 maart 2021 werd hernoemd naar kanton Chemillé-en-Anjou.
De oppervlakte van Aubigné-sur-Layon bedraagt 5,4 km², de bevolkingsdichtheid is 61,9 inwoners per km².
De onderstaande kaart toont de ligging van Aubigné-sur-Layon met de belangrijkste infrastructuur en aangrenzende gemeenten.

## Demografie
Onderstaande figuur toont het verloop van het inwonertal (bron: INSEE-tellingen).

Aubigné-sur-Layon · Beaulieu-sur-Layon · Bellevigne-en-Layon · Chemillé-en-Anjou · Mozé-sur-Louet · Terranjou · Val-du-Layon
1. ↑  Populations de référence 2022.